# 熊飛影
熊飛影（1911年—1968年），原名熊梓卿，江西大庾人。民國初年廣州西關的著名粵曲伶人。她亦是香港電影明星。
幼時逃荒至廣東省。7歲時被養母石塘咀詠觴校書奇仔送至金山七隨扁鼻玉學習粵劇花旦，後被梁坤臣收為徒並教授大喉技術。14歲起在香港登臺。她嗓音粗獷，善於以情帶聲，吐字行腔韻味清醇，且高亢剛勁，擅演張飛、關雲長、岳武穆、趙子龍、韓信、曹操等角，有「生張飛」之稱。並曾連續3屆獲選於歌壇花榜，後被稱為“大喉領袖”。當年她與李少芳、黃少梅、李丹紅、陳玲玉齊名。她的著名樂曲有《夜戰馬超》、《武松大鬧獅子樓》、《岳武穆班師》。
曾參加廣州曲藝工作隊，此為廣州市第1個公營曲藝隊。在1954年1月1日開始在「中華曲藝場」作首次演出。
1950年代她曾在廣州市惠愛中路的一樂曲藝場、廣州市太平南路新華酒店8樓的西堤曲藝場、廣州市 西關銀龍酒家的銀都曲藝場三地輪流演唱，每月演出約18晚；每晚演唱2場；每場2小時，在1955年時，每月收入約120元人民幣。
曾中國唱片公司灌錄粵曲大喉唱片《武松大鬧獅子樓》

## 熊飛影的部分電影
- 《六十六號屋》（1936年）：改編自1923年在廣州市發生的一宗髮妻毒殺情婦的碎屍案。
- 《神秘之夜》（1937年）：香港出品的第一部歌唱片，全部對白均以歌唱形式表達，參與演出的明星多達50位。